# Siilinjärvi (sjö i Pieksämäki, Södra Savolax)
Siilinjärvi är en sjö i kommunen Pieksämäki i landskapet Södra Savolax i Finland. Arean är 43 hektar och strandlinjen är 3,02 kilometer lång. Sjön  ingår i Vuoksens huvudavrinningsområde.   Den ligger omkring 50 kilometer norr om S:t Michel och omkring 260 kilometer nordöst om Helsingfors. 